# オスタレー駅
オスタレー駅（Osterley station）は、 ロンドン地下鉄ピカデリー線の駅 。トラベルカード・ゾーンは4に属している。 

## 歴史
- 1934年3月25日 - 開業。
- 1964年 - ディストリクト線の当駅への乗り入れを廃止。

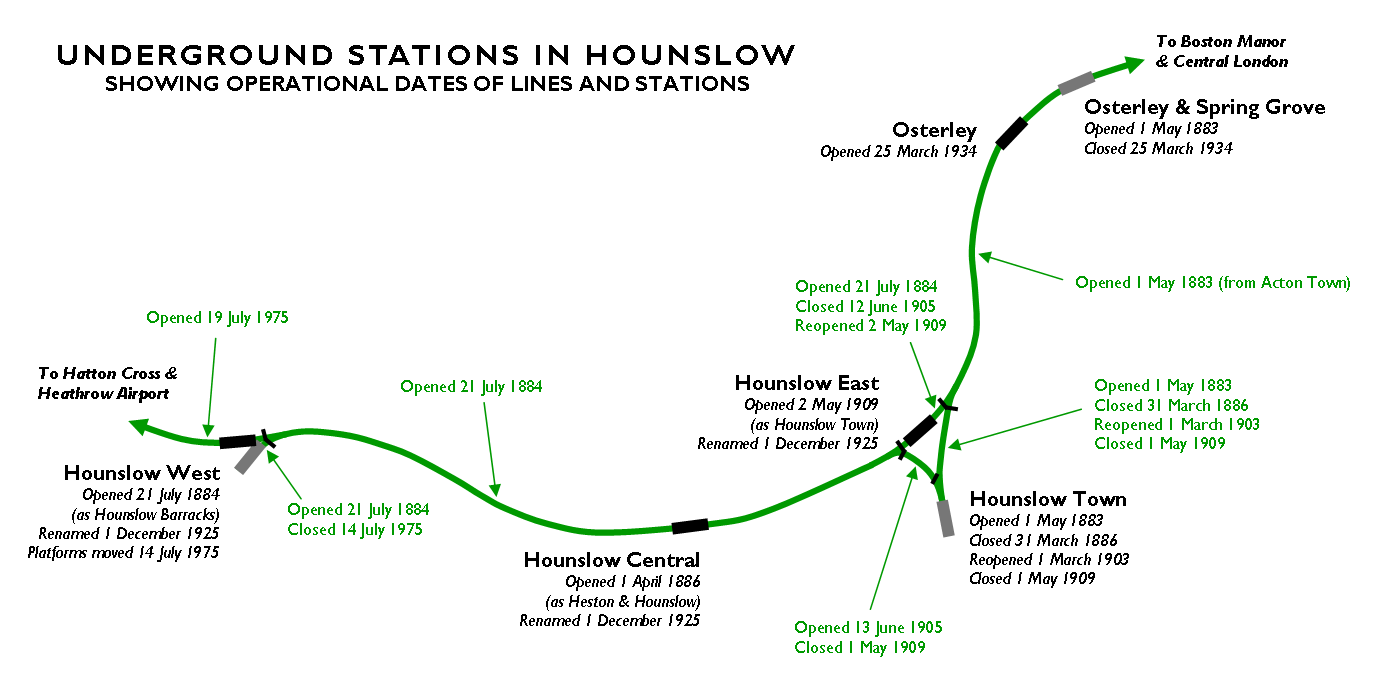
ハウンズロー線と駅の営業日を示す地図

## 路線バス
- ロンドンバスH91がこの駅から出ている。
- Skyのオフィスの最寄り駅である。そのため、Skyと当駅間を結ぶシャトルバスが出ている[1]。